# Frihetskämpar (film, 1960)
Frihetskämpar (danska: Den sidste vinter) är en dansk krigsfilm från 1960 i regi av Edvin Tiemroth.

## Utmärkelser
Filmen vann Bodilpriset för bästa danska film 1961.

## Rollista i urval
- Tony Britton - Stephen Burton
- Dieter Eppler - Oberleutnant Ahlbach
- John Wittig - John Sørensen
- Birgitte Federspiel - Anne Sørensen
- Axel Strøbye - Erik Sørensen
- Lise Ringheim - Eva Sørensen
- Preben Kaas - Gustav
- Hanne Winther-Jørgensen - Nina
- Hugo Herrestrup - Klaus
- Anker Taasti - polis
- Mogens Brandt - Poul
- Preben Neergaard - Peter
- Ernst Bruun Olsen - motståndsman
- Jørgen Weel - Niels Jacobsen
- Carl Johan Hviid - gästgivare